# Enoch Nordqvist
Joel Enoch Nordqvist, född 29 mars 1898 Norrköping, död 8 maj 1952 i Katarina församling i Stockholm, var en svensk officer i Frälsningsarmén och tonsättare.
Under sin tid som officer i FA var Nordqvist bland annat scoutchef, divisionschef i Norrbottens respektive i Dala division samt nationell ungdomssekreterare. Han är begravd på Skogskyrkogården i Stockholm.

## Sånger
- Guds nåd är rik och underbar med refrängen 
  - Guds nåd är underbar